# Callidium duodecimsignatum
Callidium duodecimsignatum är en skalbaggsart som beskrevs av Benoit-Philibert Perroud 1855. Callidium duodecimsignatum ingår i släktet Callidium och familjen långhorningar. Inga underarter finns listade.